# Io Bloggo
Iobloggo è stata una piattaforma di blogging gratuita, fondata in Italia nel 2004.

## Storia
La piattaforma, sviluppata a partire dal 2003, fu inaugurata il 20 gennaio 2004 e fondata da Silvia Rosa e Marco Cortesi. Iobloggo offriva la possibilità di creare un blog gratuitamente, e di integrarlo nelle attività della comunità.
Il blog creati su Iobloggo potevano essere personalizzati nella grafica, con impostazioni avanzate per l'accesso ai singoli blog e la moderazione dei commenti. Tra le altre funzioni esiteva la possibilità di inviare post via email pubblicati automaticamente e la gestione parallela di un secondo blog su Splinder.
Il servizio si autofinanziava tramite campagne pubblicitarie nelle pagine di servizio della piattaforma, nella barra di navigazione all'apertura dei blog e nei blog stessi. Gli utenti potevano inserire inserzioni testuali di Google AdSense concorrendo in questo modo al sostegno economico del progetto.
Inizialmente disponibile solo in lingua italiana, Iobloggo fu successivamente reso disponibile in inglese, francese, spagnolo e tedesco. A gennaio 2008 Iobloggo contava più di 20.500 utenti registrati che gestivano oltre 16.500 blog. Nel maggio 2009 invece si contavano oltre 35.000 utenti e 20.000 blog attivi.
Nel dicembre 2014 iobloggo.com srl cedette la proprietà completa della piattaforma alla società svizzera Scibile Network Sagl. 
Dopo ripetuti malfunzionamenti nel corso del 2019, all'inizio del 2020 la home page del sito è stata sostituita da una pagina che indicava tutti i servizi come sospesi. Dopo due anni senza comunicazioni, dal luglio 2022 sino termine dell'anno è stata resa disponibile una procedura di esportazione del proprio blog, accessibile solo agli utenti che avevano conservato l'accesso alla email utilizzata per creare il blog.